# Weka (software)

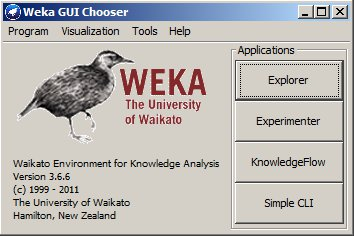
L'interfaccia grafica che compare all'avvio di WEKA

Weka, acronimo di "Waikato Environment for Knowledge Analysis", è un software per l'apprendimento automatico sviluppato nell'università di Waikato in Nuova Zelanda.  È open source e viene distribuito con licenza GNU General Public License.
Curiosamente la sigla corrisponde al nome di un simpatico animale simile al Kiwi (vedi foto), presente solo nelle isole della Nuova Zelanda.

## Caratteristiche
Weka è un ambiente software interamente scritto in Java. Un semplice metodo per utilizzare questo software consiste nell'applicare dei metodi di apprendimento automatici (learning methods) ad un set di dati (dataset), e analizzarne il risultato. È possibile attraverso questi metodi, avere quindi una previsione dei nuovi comportamenti dei dati.
L'interfaccia grafica di Weka è composta da:
- Simple CLI: l'interfaccia dalla riga di comando;
- Explorer: ambiente che consente di esplorare i dati attraverso i comandi Weka:
  - Preprocess permette di caricare i dati da una base dati o da un CSV e di applicare dei filtri ai dati;
  - Classify applica algoritmi di classificazione e regressione;
  - Cluster permette di usare tecniche di clustering;
  - Associate cerca di estrarre delle Regole di associazione;
  - Select attributes esegue degli algoritmi che permettono di valutare gli attributi in base alla loro utilità per la classificazione;
  - Visualize visualizza un Grafico di dispersione;
- Experimenter: compie test statistici fra i diversi algoritmi di data mining;

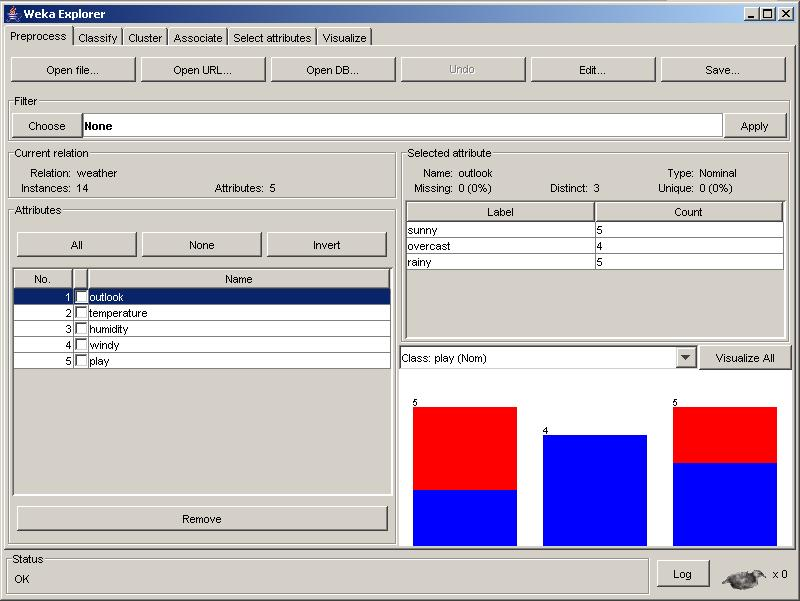
WEKA Explorer

- Knowledge Flow.

## Il dataset
Insieme di valori e attributi presenti all'interno di una relazione. In una tabella di un database relazionale le istanze corrispondono alle righe e gli attributi alle colonne.
Il formato utilizzato in Weka per la lettura dei dataset è l'ARFF(Attribute Relationship File Format), è simile al più famoso CSV (Comma-separated values) ed è equivalente alla tabella di un database relazionale.

## La matrice di confusione
Vengono utilizzate per la valutazione dei classificatori utilizzati in Weka.
| a | b | classified as |
| - | - | ------------- |
| 7 | 2 | a = yes       |
| 3 | 2 | b = no        |

Le colonne della matrice rappresentano le istanze che sono state classificate come appartenenti a quella classe. Nell'esempio la prima colonna mostra che in totale sono state classificate 10 istanze “a” da Weka, e 4 sono state classificate come “b”.
Le righe della matrice di confusione rappresentano le reali istanze che appartengono a quella classe. Attraverso questo meccanismo la matrice è in grado di fornire il numero di casi che sono stati classificati correttamente e il numero di casi classificati in modo scorretto.

## Utilizzo all'interno di codice Java
Oltre ad utilizzare WEKA da interfaccia grafica, è anche possibile usarlo all'interno di programmi scritti in Java.
Un esempio di training incrementale è il seguente:
```
 
// carica di dati dal file di tipo ARFF

 
ArffLoader
 
loader
 
=
 
new
 
ArffLoader
();

 
loader
.
setFile
(
new
 
File
(
"/some/where/data.arff"
));

 
Instances
 
structure
 
=
 
loader
.
getStructure
();

 

 
// usa i dati caricati per allenare il clusterer Cobweb

 
Cobweb
 
cw
 
=
 
new
 
Cobweb
();

 
cw
.
buildClusterer
(
structure
);

 
Instance
 
current
;

 
while
 
((
current
 
=
 
loader
.
getNextInstance
(
structure
))
 
!=
 
null
)

   
cw
.
updateClusterer
(
current
);

 
cw
.
updateFinished
();

```

È possibile anche eseguire l'allenamento in modalità batch, ovvero su tutte le istanze insieme:
```
 
import
 
weka.core.Instances
;

 
import
 
java.io.BufferedReader
;

 
import
 
java.io.FileReader
;

 
import
 
weka.clusterers.EM
;

 
...

 
BufferedReader
 
reader
 
=
 
new
 
BufferedReader
(

                              
new
 
FileReader
(
"/some/where/data.arff"
));

 
Instances
 
data
 
=
 
new
 
Instances
(
reader
);

 
reader
.
close
();

 
String
[]
 
options
 
=
 
new
 
String
[
2
]
;

 
options
[
0
]
 
=
 
"-I"
;
                 
// numero massimo di interazioni

 
options
[
1
]
 
=
 
"100"
;

 
EM
 
clusterer
 
=
 
new
 
EM
();
   
// crea una nuova istanza del clusterer

 
clusterer
.
setOptions
(
options
);
     
// imposta le opzioni 

 
clusterer
.
buildClusterer
(
data
);
    
// costruisci il clusterer

```